# Cimetière La Conte de Carcassonne
Le cimetière La Conte est l'un des cimetières communaux de la ville de Carcassonne situé dans le département de l'Aude.

## Histoire et description
Il succède à un cimetière devenu trop petit situé sur le plateau de la Gravette qui fut fermé en 1955. Créé en 1953, il est l'un des plus grands de la commune.Trois monuments aux morts sont visibles; consacrés aux disparus d'Afrique du Nord et d'Outre-Mer, aux civils et militaires de la guerre d'Algérie (1954-1962) et aux réfugiés espagnols,,,.

## Personnalités inhumées
- Armande Oustric (1912-1996), supportrice de l'ASC XIII[5];

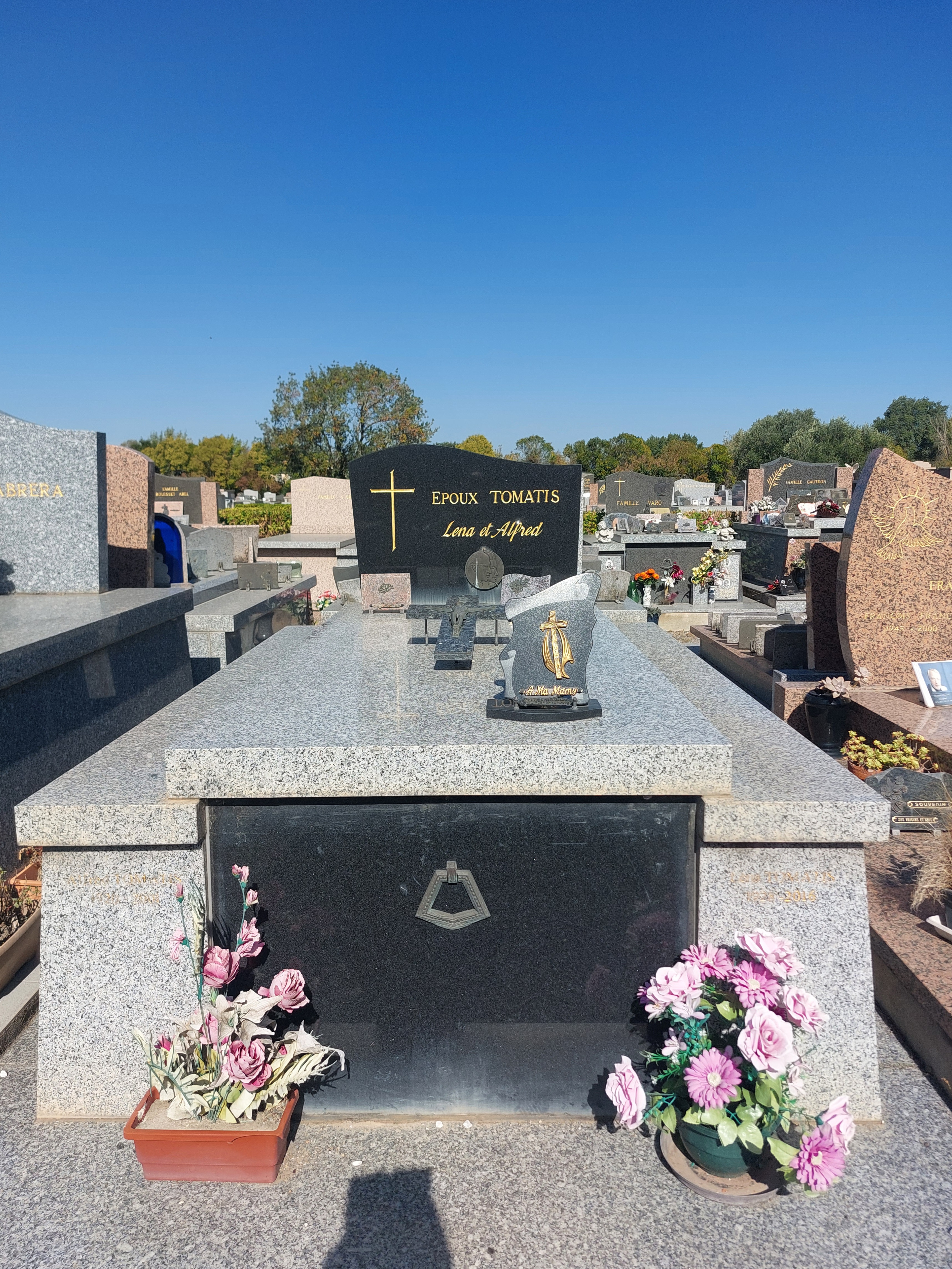
Alfred Tomatis (1920-2001), oto-rhino-laryngologiste, inventeur d'une méthode controversée;
- Louis Mazon (1921-1969), joueur et entraineur de rugby à XIII, international français;
- Lucien Villa (1922-2018), homme politique, député de Paris;
- Édouard Ponsinet (1923-2006), joueur et entraineur de rugby à XIII, international français;
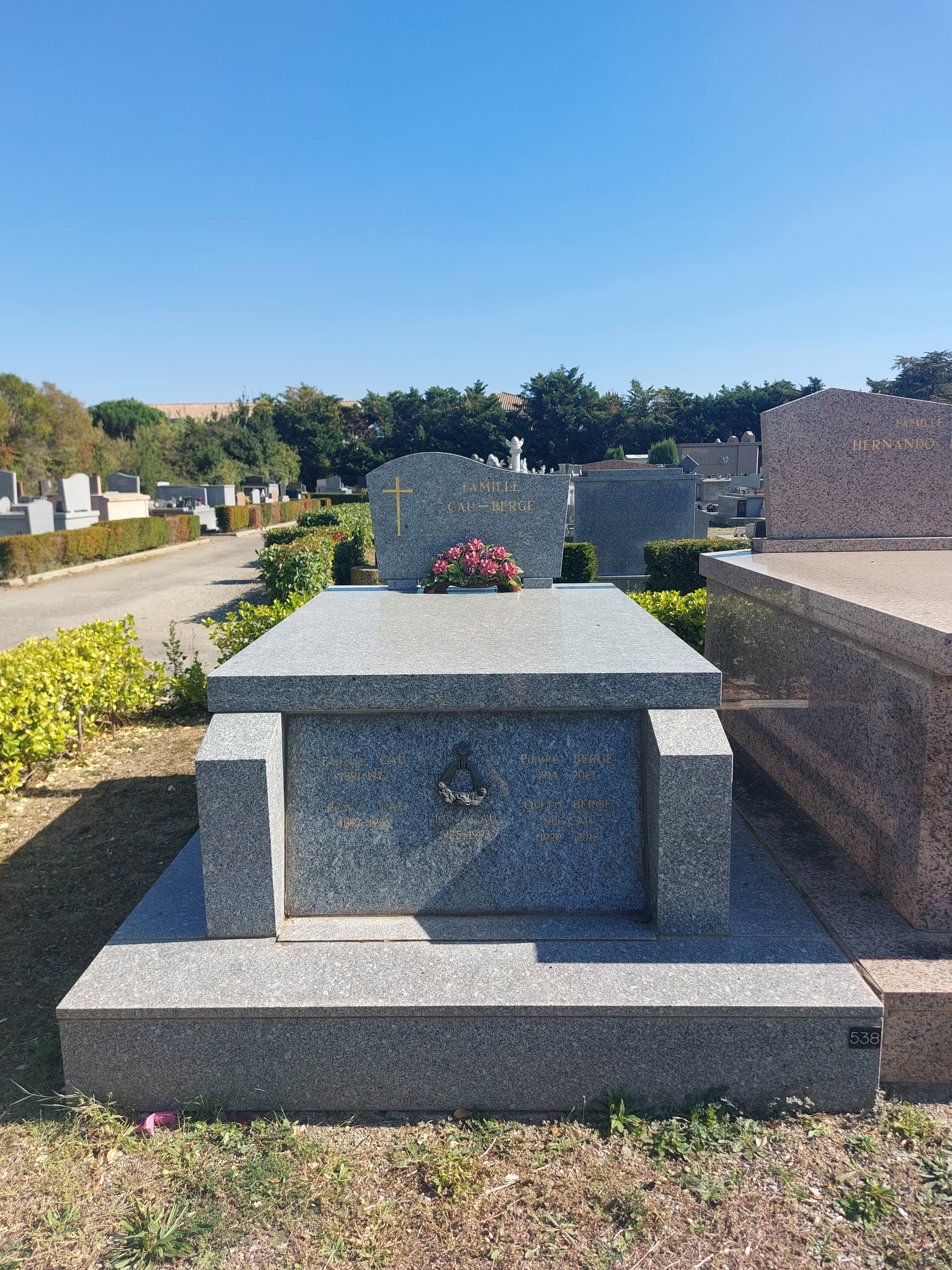
Jean Cau (1925-1933), journaliste, écrivain, polémiste, secrétaire de Jean-Paul Sartre. Lauréat du prix Goncourt 1961;
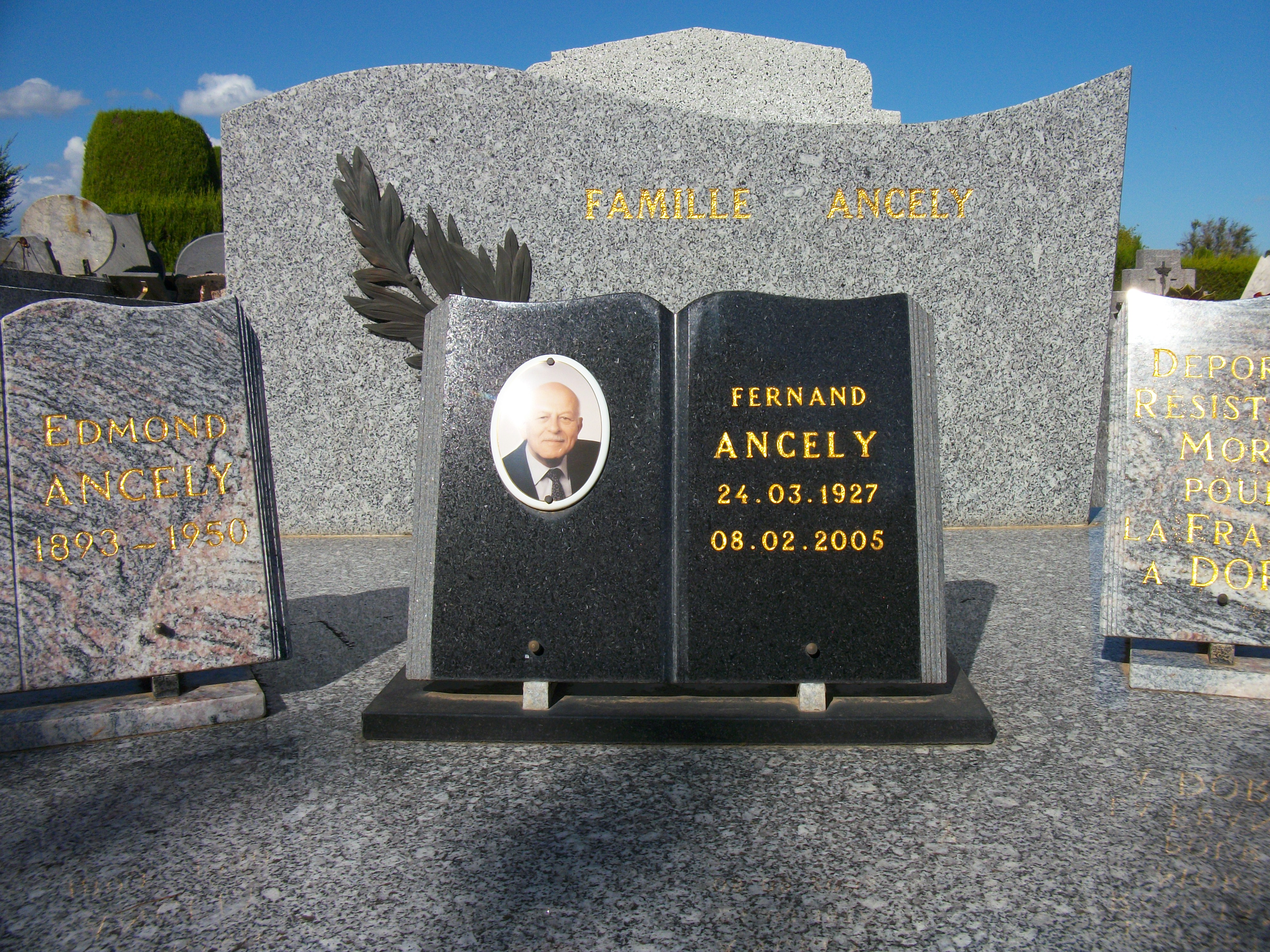
Vue partielle de la tombe de Fernand Ancely.

- Suzanne Sarroca (1927-2023), cancatrice;
- Gilbert Benausse (1932-2006), joueur de rugby à XIII, international français[6];
- René Ségura (1932-2014), joueur de rugby à XIII, international français;
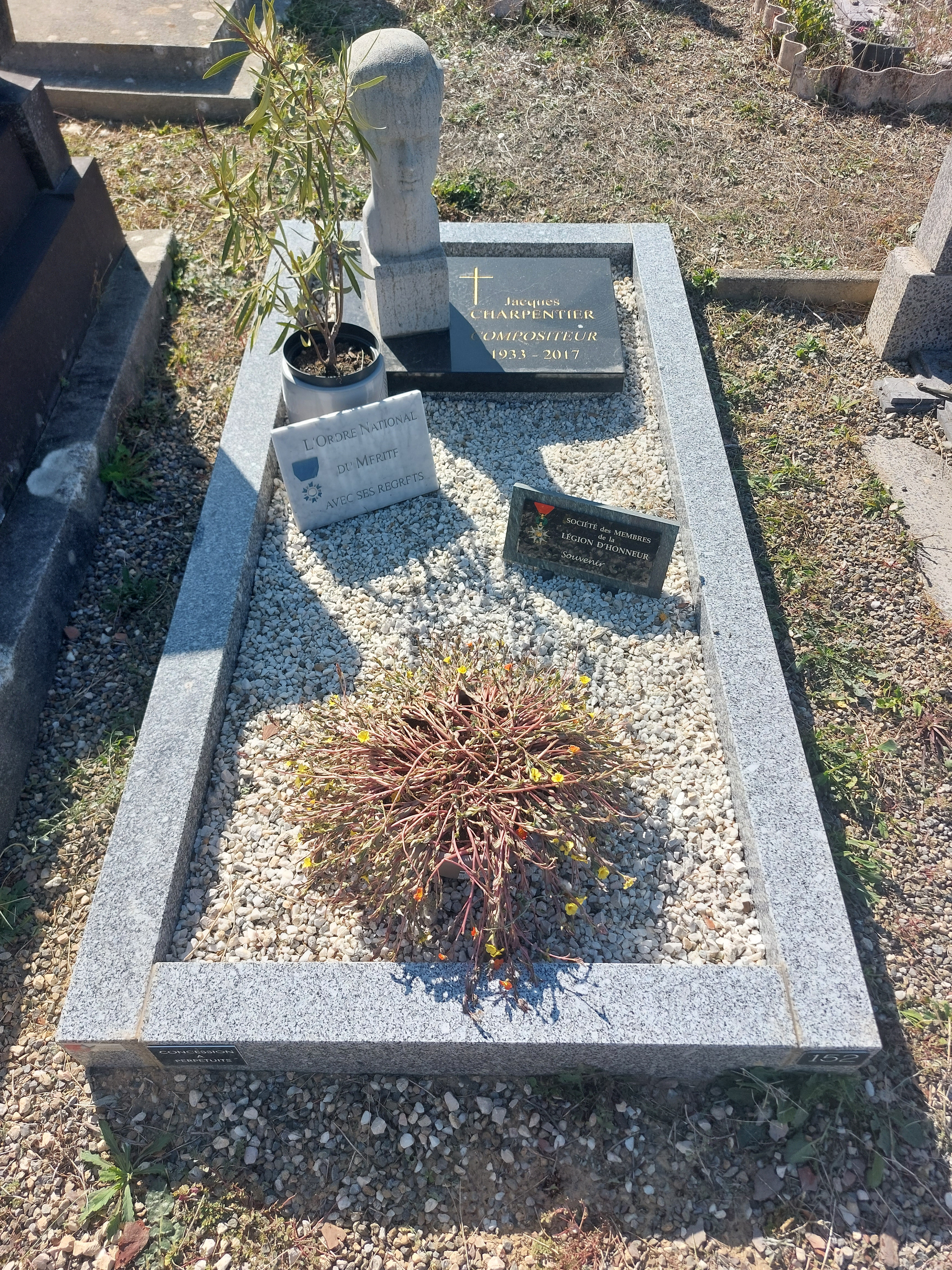
Jacques Charpentier (1933-2017), compositeur et organiste; inspecteur principal de la musique sous André Malraux;
- Jean-Claude Couloumina (1952-2024), joueur de rugby à XIII.

Anciens maires de Carcassonne:
- Fernand Ancely (1927-2005), cadre bancaire, maire de Carcassonne de 1981 à 1983[7].